# Club de Mar Mugardos
El Club de Mar Mugardos es un club deportivo gallego que ha disputado regatas en todas las categorías y modalidades de banco fijo, bateles, trainerillas y traineras desde su fundación en 1962. En 2017 finalizó en segundo lugar en la segunda categoría de la Liga Gallega de Traineras.

## Historia
El fundador del club en 1962 fue Luis Dieste, el cual fue remero, patrón, entrenador y presidente. En 1963 y 1966 fueron los ganadores del Campeonato de España de Bateles y subcampeones en 1965.